# NEUE TANZ
『NEUE TANZ』（ノイエ・タンツ）は、2018年10月17日にソニー・ミュージックダイレクトよりリリースされたイエロー・マジック・オーケストラ（以下、YMO）のコンピレーション・アルバム。

## 制作
- YMO結成40周年記念アルバムとして制作され、テイ・トウワが監修・選曲を行い、砂原良徳がリマスタリングを担当した。テイはニューヨークのレコードショップで、「若者が毎日YMOのレコードを探しに来る」と店員から聞き、今の若者に向けた「YMOの新譜」を発案。メンバーの快諾を得て制作された。選曲はテイのほか、ノンクレジットで五木田智央と石野卓球がアドバイスをしている。
- YMOの楽曲のみならず、メンバーそれぞれのソロ曲を1曲ずつ収録されているが、『ソリッド・ステイト・サヴァイヴァー』からは意図的に1曲も選出していない。
- LPはバーニー・グランドマンがカッティングを手がけている。
- アルバム発売から約4年後の2023年1月11日に高橋幸宏が、その2ヶ月の3月28日に坂本龍一が相次いで死去したため、YMOのメンバー全員の存命中に発売された最後の作品となった。

## ディスクジャケット
- 五木田智央がアートワークを担当し、ジャケットは鋤田正義が撮影した『ソリッド・ステイト・サヴァイヴァー』のジャケット写真の未使用テイクを、五木田が加工したものが採用されている。

## チャート成績
- 本作はオリコン週間アルバムランキングにて初週8位を記録[1]し、YMO名義では1999年発売の『YMO GO HOME!』以来19年ぶりとなるオリコンベスト10入りを果たした。

## 収録曲
1. 開け心―磁性紀―（Stereo Ver.） - HIRAKE KOKORO -Jiseiki-
  - 作詞：細野晴臣
  - 作曲：坂本龍一、高橋幸宏

フジカセット・カセットブック『テクノポリス』より。ステレオ・バージョンだが、『UC YMO』収録のものと異なり、スネークマンショーの『スネークマン・ショー』収録のモノラル・バージョン同様、アウトロがカットされている。
2. バレエ - BALLET
  - 作詞：高橋幸宏、ピーター・バラカン
  - 作曲：高橋幸宏

アルバム『BGM』より。
3. ライオット・イン・ラゴス - RIOT IN LAGOS
  - 作曲：坂本龍一

坂本のソロアルバム『B-2 UNIT』より。アウトロがフェードアウトとなっている。
4. ザ・マッドメン - THE MADMEN
  - 作詞：細野晴臣、ピーター・バラカン
  - 作曲：細野晴臣

アルバム『サーヴィス』より。
5. ガラス - GLASS
  - 作詞：ピーター・バラカン、高橋幸宏
  - 作曲：高橋幸宏

高橋のソロアルバム『NEUROMANTIC』より。
6. 新舞踊 - NEUE TANZ
  - 作詞・作曲：YMO

アルバム『テクノデリック』より。
7. カムフラージュ - CAMOUFLAGE
  - 作詞：高橋幸宏、ピーター・バラカン
  - 作曲：高橋幸宏

アルバム『BGM』より。
8. ジャム - PURE JAM
  - 作詞：高橋幸宏、ピーター・バラカン
  - 作曲：高橋幸宏

アルバム『テクノデリック』より。
9. シムーン - SIMOON
  - 作詞：クリス・モズデル
  - 作曲：細野晴臣

アルバム『イエロー・マジック・オーケストラ』より[注釈 1]。
10. キュー - CUE
  - 作詞：高橋幸宏、細野晴臣（翻訳：ピーター・バラカン）
  - 作曲：高橋幸宏、細野晴臣

アルバム『BGM』より。シングルとしてもリリース。
11. ファイアークラッカー - FIRECRACKER
  - 作曲：マーティン・デニー

アルバム『イエロー・マジック・オーケストラ』より[注釈 1]。
12. マルティプライズ - MULTIPLIES
  - 作曲：エルマー・バーンスタイン、YMO

アルバム『増殖』より。
13. スポーツマン - SPORTS MEN
  - 作詞：細野晴臣、ジャイルズ・デューク
  - 作曲：細野晴臣

細野のソロアルバム『フィルハーモニー』より。
14. 体操 - TAISO
  - 作詞・坂本龍一
  - 作曲：坂本龍一、YMO

アルバム『テクノデリック』より。シングルとしてもリリース。
15. 千のナイフ - 1000 KNIVES
  - 作曲：坂本龍一

アルバム『BGM』より。
16. ナイス・エイジ - NICE AGE
  - 作詞：クリス・モズデル
  - 作曲：高橋幸宏、坂本龍一

アルバム『増殖』より。